# Théorie des insiders-outsiders
 (juin 2016).
La théorie des insiders-outsiders est un modèle théorique de la nouvelle économie keynésienne qui explique certaines rigidités à l'embauche sur le marché du travail par une segmentation de celui-ci en deux parties. Cette théorie a été créée en 1985 par les travaux d'Assar Lindbeck et de Dennis Snower.

## Concept
La théorie des insiders-outsiders se fonde sur une bipartition du marché du travail entre deux groupes aux caractéristiques et aux intérêts opposés. D'un côté, les insiders sont des salariés avec un contrat stable (en France, un contrat à durée indéterminée) ; de l'autre, les outsiders sont des travailleurs précaires ou chômeurs, qui ne connaissent pas de stabilité professionnelle. Les outsiders sont souvent jeunes et peu qualifiés ; nouveaux venus sur le marché, ils sont prêts à travailler pour un salaire moins élevé que les insiders (leur salaire de réserve est plus faible), mais on ne leur en laisse pas la possibilité. Cette représentation du marché du travail s'inspire du dualisme déjà observé par Paul Osterman.
Ce modèle permet de dégager le fait que dans la décision d'embauche le montant du salaire n'est pas le seul élément à entrer en compte. L'employeur, dans sa décision d'embauche ou de renouvellement d'employé, devra intégrer le coût du turnover, qui comprend par exemple le coût de licenciement de l'ancien personnel, celui du recrutement, le coût d'adaptation de la main-d'œuvre au poste, ainsi que la résistance des employés en place. En outre, la réglementation nationale peut fixer un salaire minimum, qui constitue un désavantage relatif pour l'embauche d'outsiders, qui sont généralement, au début, peu productifs.
L'analyse en termes d'insiders/outsiders insiste ainsi sur le rôle de l'action, et notamment de l'action syndicale, des insiders, qui disposent de moyens de pression sur la direction des entreprises : grève, piquets de grève, grève du zèle… Ils profitent de cette façon d'une véritable rente de situation en vue d'augmenter le coût du turnover, ce qui augmente leur pouvoir de négociation et donc leur permet d'obtenir des augmentations qui portent leurs salaires au-delà de la rémunération actuelle du marché du travail, au détriment de l'embauche de nouveaux salariés et de l'efficacité de l'entreprise. Dans ce cas, les insiders et leurs représentants syndicaux privilégient leur intérêt individuel avant le « bien collectif », voire le « bien des travailleurs ».
La théorie conduit à conclure que favoriser la flexibilité du marché du travail conduira à une répartition plus « juste » des emplois, chacun pouvant perdre son emploi face à un outsider plus compétent. De la même façon, en réduisant le risque et le coût de licenciement causés par les stratégies des insiders pour les employeurs, ceux-ci seront plus enclins à embaucher, et donc à réduire le chômage tout en augmentant la productivité de leur entreprise. Ce qui conduit à plus de croissance et de consommation, et donc encore moins de chômage (concept du cercle vertueux, souvent utilisé dans les théories keynésiennes).

## Des rigidités endogènes au marché du travail à mettre en relation
S'ajoutant et renforçant le modèle insiders / outsiders, d'autres théories expliquent la rigidité à l'embauche. Elle peut être due à l'augmentation des salaires au détriment de la demande de travail. Dans cette situation, les insiders en place sont payés davantage (heures supplémentaires, augmentations, primes, etc.), ce qui les encourage à travailler plus et mieux, et diminue la demande globale de travail des entreprises. Le salaire d'efficience est alors plus élevé que le salaire d'équilibre du marché, ce qui permet d'attendre une plus grande productivité de la part du salarié.
On peut noter également le développement de cultures d'entreprises, qui impliquent davantage le salarié au résultat de son travail, en partie dans une recherche de productivité, mais qui se concentrent sur un « noyau dur » de salariés, justement des insiders. Enfin, la thèse du contrat implicite de Costas Azariadis implique l'idée que la stabilité de l'emploi est recherchée autant par l'employeur que par les salariés (ceci est dû à leur aversion au risque et par le phénomène d'apprentissage (les employés apprennent au fil du temps les rouages de leur poste) ; ce phénomène va en partie à l'encontre de la flexibilité, qui pour les néoclassiques favorise l'emploi.

## Critiques et débats
Il existe certes, d'un côté une demande de travail insatisfaite, et de l'autre des chômeurs, mais le phénomène insiders / outsiders de cette théorie néo-keynésienne ne peut pas expliquer à lui seul la situation globale sur le marché du travail.
On peut reprocher à cette théorie néo-keynésienne son manque de réalité humaine : certes il existe une offre de travail insatisfaite, mais ce phénomène n'est pas représentatif du chômage global ; elle tend de plus à faire apparaître comme des « favorisés » les salariés disposant d'un contrat de travail traditionnel (CDI) avec ses avantages sociaux, dont seraient victimes les outsiders toujours prêts à travailler.
Résorber cette situation tendrait à favoriser l'émergence de « travailleurs pauvres »[réf. nécessaire].
Cette théorie, appliquée, tendrait à faire dépendre les salaires non des compétences ou du marché, mais de la capacité de négociation des contractants (ce n'est pas le marché dans la vision habituelle de son mode de fonctionnement: valeur "intrinsèque" des biens ou personnes déterminant son offre et sa demande, ici une seule facette de la valeur entre en compte: être vendeur), favorisant une économie plus "commerciale" qui a généralement plus vocation à transférer des richesses qu'à en créer (économie plus "artificielle" - dont on voit ce jour les effets?); d'autre part, notamment dans les situations très concurrentielles sur le marché du travail (arrivée de travailleurs venant de pays défavorisés - Europe, mondialisation, ...), les salaires subissent une pression vers le bas (tendant vers la limite du salaire de survie, ce qui favorise les bénéfices des entreprises et l'émergence de travailleurs pauvres...cf cas de l'Angleterre), et à terme une économie dont le PIB augmente (plus de travailleurs actifs, plus de consommateurs, avec une propension marginale à consommer supérieure) mais tendant à une économie basée majoritairement sur la production (car consommation) de produits bas de gamme pour satisfaire les besoins d'une masse salariale de moins en moins rémunérée (favorisant ainsi encore plus la délocalisation ou l'embauche d'autres outsiders, mais aussi la répartition des richesses, surtout celles allouées à la masse salariale, dans le monde). Le coût pour la société serait à terme apparemment moins élevé en dégradant les institutions sociales (sécurité sociale en France par exemple), dont les dépenses augmenteraient (une qualité de vie moindre entraine une espérance de vie moindre, avec des coûts de santé publique augmentés - Dans ce cas particulier de la santé, les assurances privées prenant le relais, l'accès à la possibilité de vivre plus longtemps est conditionnée en grande partie à la réussite sociale). Une compensation des pertes par le système sanitaire serait bien sûr réalisée par une économie sur les caisses de retraites (longévité moindre des travailleurs après la retraite, donc moins de dépenses). Finalement, un coût moindre pour les entreprises, grands fournisseurs de recettes à l'État, qui seraient alors de plus en plus concurrentielles, plus aptes à embaucher, dans un modèle de société plus primitif.
Une des grandes limites de cette théorie est de postuler de façon implicite que les acteurs sociaux n'ont aucune conscience collective, et se comportent comme des individus infantiles (ou, pire, pervers et meurtriers) incapables de réaliser vraiment l'impact de leurs actes sur leurs concitoyens, leur descendance, ... :
- les insiders, en protégeant leurs acquis sociaux uniquement pour préserver leur relatif confort actuel, sans tenir compte des outsiders, des entrepreneurs et des contraintes vitales d'une entreprise
- les entrepreneurs, en se souciant uniquement de la rentabilité brute immédiate de leur entreprise, sans conscience de l'impact de leur comportement sur leur propre marché, sur l'évolution de la société, et sur la longévité de leurs concitoyens
D'un point de vue global, le coût pour la société serait toutefois plus faible et le PIB augmenté. En ligne avec les évolutions récentes dans les pays développés, la mise en place d'impôts négatifs (Prime pour l'emploi en France) permettrait de lutter contre le phénomène de « travailleur pauvre ».
Pour les économistes marxistes, l'action des insiders pour favoriser l'embauche à des conditions favorables (par exemple sous contrat à durée indéterminée plutôt que déterminée, dans une grille salariale plutôt qu'à salaire négocié), peut se voir non pas comme une lutte corporatiste mais avec l'objectif de faire prévaloir des standards applicables à tous les salariés.
Ces économistes considèrent alors que la théorie des insiders / outsiders a pour but de faire endosser la « responsabilité » du chômage aux individus de la classe ouvrière, alors qu'il naît selon eux de la logique capitaliste (c'est-à-dire la classe bourgeoise) pour qui le chômage n'est pas un problème, puisqu'en créant une « armée de réserve » toujours disponible à moindre coût, il permet aux employeurs de se trouver en position de force sur le marché du travail.
La théorie néo-classique montre qu'une baisse du chômage en deçà du NAIRU engendre des hausses de salaire, et qu'une situation de « plein emploi » provoquerait de fortes hausses salariales, comme cela a été le cas au Royaume-Uni ou aux États-Unis à la fin des années 1990. L'existence d'un chômage supérieur au NAIRU résulterait alors d'un mauvais ajustement des salaires (rigidité à la baisse), dû justement au phénomène d' insiders / outsiders.

## Applications de la théorie

### Situation sur le marché du travail
Statistiquement la population à haut risque de chômage et de pauvreté regroupe des personnes qui ont une faible formation professionnelle et/ou les handicaps physiques et mentaux. Cette tranche de la population est typiquement «hors » du marché de travail (« les outsiders ») et la plus susceptible d’être la dernière embauchée et la première licenciée. Par comparaison, ceux qui ont une bonne formation professionnelle et de l’expérience sont les insiders. Compte tenu de cette sérieuse dichotomie, les outsiders (respectivement insiders) peuvent être considérés comme des coûts variables (resp. coûts fixes) par les entreprises. Les outsiders ne seront embauchés que lors des phases hautes des cycles économiques.
Pour faciliter l’embauche des outsiders, il faudrait que leur coût d'embauche pour l'entreprise soit plus faible, et que les contraintes pour embaucher ou licencier diminuent. Dans certains pays d'Europe continentale comme la France ou l’Allemagne, l'État-providence et le système social qui lui est associé favorise l'existence d' insiders (Salaire minimum, Sécurité sociale, 35 heures, 6 semaines de congés payés, contraintes contre le licenciement, etc.) tout en entraînant un coût qui est souvent reporté sur les entreprises (cotisations sociales, IS, etc.), et qui, en diminuant la productivité marginale des employés, abaisse la « demande » globale de travail des entreprises, et donc in fine exerce une influence négative sur les salaires et sur le chômage. [réf. nécessaire]
En France, les cotisations sociales et le niveau (parfois jugé trop élevé) du SMIC sont considérés par certains économistes comme des freins à l'embauche des outsiders. On notera toutefois que les cotisations sociales au niveau du SMIC ont été réduites au cours des années 2000 en vue de lutter contre l'exclusion des outsiders du marché du travail.
Une autre application de la théorie peut se trouver dans le cas des immigrés clandestins. Comme on a pu s'en apercevoir dans le sud des États-Unis ces 20 dernières années, un afflux suffisamment important d'immigrés clandestins pousse les salaires des emplois non qualifiés fortement vers le bas et augmente le chômage officiel. En effet, les entreprises veulent contourner les protections des "insiders" (salaire minimum et protection sociale en l'occurrence) et prennent le risque d'engager des travailleurs illégaux "au noir" qui leur reviennent beaucoup moins cher. Cela provoque le déficit des assurances sociales et la précarisation des tranches les plus vulnérables de la population. Afin de lutter contre ce phénomène, les politiques mettent en place des campagnes de contrôle dans les entreprises et régularisent (ou expulsent) les immigrés en situation irrégulière.

### Politique économique contrant ce phénomène
En pratique, les politiques économiques mises en œuvre pour atteindre cette flexibilité consistent à supprimer certaines protections légales des salariés (pour favoriser les relations purement contractuelles), privatiser les entreprises publiques et/ou supprimer les statuts spéciaux des fonctionnaires, et surtout à réduire considérablement l'influence des syndicats et autres groupes de lobbyisme économique.
Face à la situation d'asphyxie financière du Royaume-Uni dans les années 1970, de telles mesures furent intégrées dans le programme économique du premier ministre Britannique Margaret Thatcher. La fermeté face aux réactions des insiders, en particulier face à la terrible grève des mineurs britanniques de 1984-1985 qui échoua au bout d'un an de lutte, affaiblit sérieusement le syndicalisme anglais. Elle interdit également le closed shop, qui protégeait les syndicats en n'autorisant que le recrutement de salariés syndiqués. À la fin des années Thatcher, les syndicats britanniques ne comptent plus que six millions et demi d'adhérents. Ce programme apporta la prospérité aux entreprises, réduisit le nombre de chômeurs mais favorisa l'émergence de travailleurs à faibles revenus.[réf. nécessaire] Le gouvernement de Tony Blair avait pris des mesures (salaire minimum) pour faire face à cette situation.